# Statenice
Statenice är en ort i Tjeckien.   Den ligger i regionen Mellersta Böhmen, i den centrala delen av landet, 9 km nordväst om huvudstaden Prag. Statenice ligger 262 meter över havet och antalet invånare är 710.
Terrängen runt Statenice är platt. Runt Statenice är det mycket tätbefolkat, med 2 261 invånare per kvadratkilometer. Närmaste större samhälle är Prag, 9,5 km sydost om Statenice. Runt Statenice är det i huvudsak tätbebyggt.